# Hermann Robert Przewisinski
Hermann Robert Przewisinski (* 6. März 1831 in Neuenburg/Westpreußen; † 9. Oktober 1902 in Hamburg) war ein deutscher Konteradmiral der Kaiserlichen Marine.

## Leben
Przewisinski war zunächst Halbmann an Bord des Schoners Aurora. Am 24. Oktober 1848 trat er als Matrose II. Klasse in die preußische Marine ein, die 1867 zur Marine des Norddeutschen Bundes wurde. Als Leutnant zur See I. Klasse war er von August 1860 bis Oktober 1860 Kommandant der Grille und später war er von August 1868 bis September 1869 als Korvettenkapitän Kommandant des Avisos Preußischer Adler. Anschließend übernahm er das Kommando über die neue Gedeckte Korvette Elisabeth, das er bis April 1870 führte.
Anschließend wurde Przewisinski von Mai 1870 bis August 1873 Oberwerftdirektor der Marinewerft des Norddeutschen Bundes in Wilhelmshaven, später in Kaiserliche Werft Wilhelmshaven umbenannt. Zugleich wurde er mit dem Aufbau der Marinestation der Nordsee beauftragt und war bis Oktober 1871 deren erster Stationschef. 1872 wurde er zum Kapitän zur See befördert.

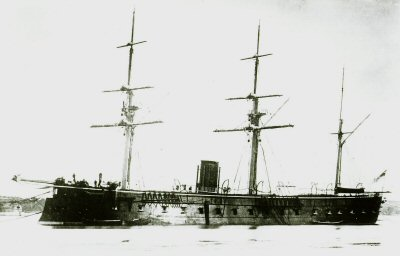
Die Panzerfregatte Friedrich Carl, die Prewisinski zweimal als Flaggschiff seines Geschwaders kommandierte

Im August 1873 übernahm Przewisinski das Kommando über die Panzerfregatte Friedrich Carl und zugleich die Führung eines vor Spanien eingesetzten Geschwaders, das dort wegen der Unruhen im Zusammenhang mit der Ausrufung der Ersten Spanischen Republik operierte. In dieser Funktion löste er Kommodore Reinhold Werner ab, dessen Vorgehen von Reichskanzler Otto von Bismarck missbilligt wurde. Das Geschwader bestand neben Friedrich Carl zunächst aus der Gedeckten Korvette Elisabeth und dem Kanonenboot Delphin. Delphin wurde später durch das Kanonenboot Meteor ersetzt. Für einen Einsatz vor Cartagena wurde das Geschwader durch die Panzerfregatte Kronprinz und Glattdeckskorvette Augusta verstärkt. Im März 1874 kehrte Przewisinski nach Wilhelmshaven zurück.
Von Juli 1874 bis April 1877 hatte er in kurzer Folge die Kommandos über die Panzerschiffe König Wilhelm, Kaiser, wieder König Wilhelm und noch einmal Friedrich Carl. Von August 1876 bis März 1877 war er zugleich Geschwaderchef im Mittelmeer.
Nach seiner Rückkehr wurde Przewisinski Artillerieoffizier vom Platz und Vorstand des Artilleriedepots Friedrichsort. Zugleich wurde er mit der Wahrnehmung der Geschäfte des Kommandanten von Friedrichsort betraut. Im Dezember 1878 erhielt er den Charakter als Konteradmiral, um am 15. Februar 1881 zur Disposition gestellt zu werden. Nach seiner Verabschiedung war Prewisinski vom 26. April 1884 bis zum 31. März 1902 Reichskommissar beim Seeamt Hamburg.